# Двойно отрицание
Двойното отрицание е езикова конструкция, при която две форми на граматическо отрицание се използват в едно и също изречение. Множественото отрицание е термин с по-общ смисъл, обхващащ използването на две и повече отрицания в едно изречение.
В някои езици двойните отрицания се отричат едно друго, като така създават потвърждение; а в други езици отрицанията се усилват взаимно.
Множествените отрицания се усилват взаимно в езици като българския, руския, португалския, персийския, френския, гръцкия, испанския, италианския и др. В повечето славянски езици, включително българския, двойното отрицание е задължително при определени обстоятелства, например отрицателните местоимения винаги се съчетават с отрицателна форма на глагола:
Не познавам никого.
В българския език са възможни изречения с три и повече отрицания:
Никой нищо не призна.
Никой никога не ни заведе никъде.
Двойното отрицание не е обичайно за езици като китайския, латинския, немския, нидерландския, японския, английския и др. Например българското изречение
Не видях нищо.
се превежда на английски език по някой от следните начини:
1) I saw nothing.
2) I did not see anything.
Но не: I did not see nothing.
Същото важи, когато изречението съдържа дума с отрицателен смисъл:
She refused to say anything. (Тя отказа да изрече каквото и да било.)
Неправилно: She refused to say nothing.